# Amy Peñalver Pearce
Amy Peñalver Pearce (Palma de Mallorca, Islas Baleares, España, 13 de noviembre de 1995) es una árbitra de fútbol española, adscrita al comité balear. Debutó en la máxima categoría femenina en la temporada 2018-19 y ha dirigido encuentros de Liga F y Copa de la Reina.

## Trayectoria
Se formó en el Comité Balear y en junio de 2018 fue promovida a la plantilla de la Primera División femenina (entonces Liga Iberdrola). Desde entonces ha dirigido partidos de Liga y Copa, entre ellos encuentros como el Barcelona–Espanyol del 13 de octubre de 2024 (7–1) en el Estadio Johan Cruyff o la 1.ª eliminatoria de la Copa de la Reina 2024‑25 (RCD Espanyol–CE Europa) designada por la RFEF.
En marzo de 2023 participó en sesiones de formación para el uso del VAR específicas para árbitras organizadas por la RFEF.

### Ámbito internacional
Ha ejercido como cuarta árbitra en competiciones UEFA, como en partidos de la UEFA Women's Nations League 2023‑24 y 2025‑26.

### Situación reciente
En junio de 2025 no continuó en la plantilla de árbitras de Liga F para la temporada 2025‑26, según las listas publicadas en medios especializados.

## Temporadas
| Competición                        | País   | Años      | Partidos |
| ---------------------------------- | ------ | --------- | -------- |
| Primera División Femenina / Liga F | España | 2018–2025 | —        |
| Copa de la Reina                   | España | 2018–2025 | —        |

Totales y desglose en actualización; ver perfiles estadísticos externos.